# Qui sème le vent récolte le tempo
Az 1991-es Qui sème le vent récolte le tempo MC Solaar első nagylemeze. A cím egy szóvicc a "szelet vetnek és vihart aratnak" bibliai szólás francia változatára.
Az album első kislemeze a Bouge de là volt, amely Franciaországban rendkívül sikeres volt, így megalapozta Solaar ottani karrierjét. További kedvelt kislemezek az albumról: Caroline, Bouge de là (Part 1).
Az album szerepel az 1001 lemez, amit hallanod kell, mielőtt meghalsz című könyvben.

## Az album dalai
|     | Cím                                 | Szerző(k)                   | Hossz |
| --- | ----------------------------------- | --------------------------- | ----- |
| 1.  | Intro (instrumentális)              | Claude M'Barali (MC Solaar) | 1:01  |
| 2.  | Qui sème le vent récolte le tempo   | M'Barali                    | 4:13  |
| 3.  | Matière grasse contre matière grise | M'Barali                    | 3:30  |
| 4.  | Victime de la mode                  | M'Barali                    | 3:03  |
| 5.  | L'histoire de l'art                 | M'Barali                    | 3:31  |
| 6.  | Armand est mort                     | M'Barali                    | 3:11  |
| 7.  | Quartier nord                       | M'Barali                    | 3:12  |
| 8.  | Interlude (instrumentális)          | M'Barali                    | 0:29  |
| 9.  | A temps partiel                     | M'Barali                    | 3:46  |
| 10. | Caroline                            | M'Barali                    | 4:43  |
| 11. | La musique adoucit les mœurs        | M'Barali, Clip Payne        | 5:02  |
| 12. | Bouge de là (part. 1)               | M'Barali                    | 3:11  |
| 13. | Bouge de là (part. 2)               | M'Barali                    | 3:05  |
| 14. | Ragga Jam                           | M'Barali                    | 5:13  |
| 15. | La devise                           | M'Barali                    | 3:43  |
| 16. | Funky Dreamer (instrumentális)      | M'Barali                    | 1:16  |

## Közreműködők
- Philippe Bordas – fényképek
- Alain Frappier – design
- Jimmy Jay – producer
- MC Solaar – ének
- Regis – szervezés
- Howie Weinberg – mastering

## Fordítás
Ez a szócikk részben vagy egészben a Qui sème le vent récolte le tempo című angol Wikipédia-szócikk ezen változatának fordításán alapul.  Az eredeti cikk szerkesztőit annak laptörténete sorolja fel. Ez a jelzés csupán a megfogalmazás eredetét és a szerzői jogokat jelzi, nem szolgál a cikkben szereplő információk forrásmegjelöléseként.